# Lliga ucraïnesa de bàsquet
La lliga ucraïnesa de basquetbol, anomenada Super Lliga Ucraïnesa de Basketbol (en anglès, Ukrainian Basketball Super League) és la màxima competició professional de basquetbol a Ucraïna.

## Equips (temporada 2006/07)
- Azovmaix Mariúpol
- BK Kyiv
- Khimik Yuzhny
- Dniprò
- MBK Mykolayiv
- Sumykhimprom Sumy
- Cherkasky Mavpi
- MBK Kyivskyi Budivelnyk Kyiv
- Kryvbas Basket-lyuks Kryvyi Rih
- MBK Odesa
- CK Mariúpol
- Kharkiv-Polytekhnik Kharkiv
- BK-93 Pulsar Rivne
- Lvivskyi Polytekhnika Lviv

## Historial
- 1992: Budivelnyk Kyiv
- 1993: Budivelnyk Kyiv
- 1994: Budivelnyk Kyiv
- 1995: Budivelnyk Kyiv
- 1996: Budivelnyk Kyiv
- 1997: Budivelnyk Kyiv
- 1998: MBC Odesa
- 1999: MBC Odesa
- 2000: BC Kyiv
- 2001: MBC Odesa
- 2002: MBC Odesa
- 2003: Azovmaix Mariúpol
- 2004: Azovmaix Mariúpol
- 2005: BC Kyiv
- 2006: Azovmaix Mariúpol